# Adesmia parviflora
Adesmia parviflora är en ärtväxtart som beskrevs av Dominique Clos. Adesmia parviflora ingår i släktet Adesmia och familjen ärtväxter. Inga underarter finns listade i Catalogue of Life.